# Гунделінда Баварська
Гунделінда Баварська (нім. Gundelinde von Bayern, 26 серпня 1891 — 16 серпня 1983) — баварська принцеса з династії Віттельсбахів, дочка короля Баварії Людвіга III та австрійської принцеси Марії Терезії, дружина графа Йоганна Георга фон Прейссінг-Ліхтенег-Моос.

## Життєпис
Гунделінда народилася 26 серпня 1891 року у Мюнхені. Вона стала тринадцятою, наймолодшою, дитиною та дев'ятою донькою в родині баварського принца Людвіга та його дружини Марії Терезії Австрійської.
1913 її батько вступив на баварський престол під іменем Людвіга III.
У 27-річному віці пошлюбилася із 31-річним графом Йоганном Георгом фон Прейссінг-Ліхтенег-Моос. Весілля відбулося 23 лютого 1919 у замку Вільденварт. Для нареченого це був другий шлюб. Його перша дружина померла за три роки до цього. У Гунделінди та Йоганна Георга народилося двоє дітей. 
Йоганн Георг помер 1924 року. Гунделінда пережила його майже на шістдесят років і пішла з життя 16 серпня 1983 року в замку Моос.

## Родина
Чоловік — Йоганн Георг фон Прейссінг-Ліхтенег-Моос
Діти:
- Йоганн Каспар (1919—1940) — помер у віці 20 років;
- Марія Терезія (1922—2003) — була двічі одружена, мала трьох синів від обох шлюбів.